# コーチシナ共和国

コーチシナ共和国
Cộng hòa Tự trị Nam Kỳ
République autonome de Cochinchine

国の標語: Xứ Nam Kỳ của người Nam Kỳ
「南圻人の南圻」国歌: 征婦吟（Chinh phụ ngâm：始まりの8句）
コーチシナ共和国の領域（黄色）

コーチシナ共和国（コーチシナきょうわこく）は、1946年から1949年まで存在したフランス領インドシナの保護国。現在のベトナムの南部にあたるコーチシナの全域を領域としていた。 1946年、コーチシナ自治共和国が成立。1948年、コーチシナ自治共和国はベトナム南部臨時政府に改称され、 1949年にベトナム国に統合された。
ナムキ (Nam Kỳ / 南圻) は阮朝の明命帝の治世に由来するが、フランス植民地時代を連想する名称であることから、ベトナム人、特に民族主義者はナムボ（Nam Bộ / 南部）という用語を好む。

## 国名
フランス語による正式名称はコーチシナ自治共和国（フランス語: République autonome de Cochinchine）で、ベトナム語による正式名称はナムキ自治共和国（ベトナム語：Cộng hòa Tự trị Nam Kỳ / 共和自治南圻）。
略称はナムキ共和国（ベトナム語：Cộng hòa Nam Kỳ; Nam Kỳ Cộng hòa quốc / 共和南圻; 南圻共和國）、またはナムキ国（ベトナム語：Nam Kỳ quốc / 南圻國）。日本ではフランス植民地時代のベトナムの地名をフランス式に呼称するため、日本語での略称はコーチシナ共和国が一般的に用いられる。
なお、政府名称は暫定政府の時期を含めて2回変わっている。
1. ナムキ臨時政府（ベトナム語：Chính phủ lâm thời ở Nam Kỳ / 政府臨時南圻）：1946年3月26日 - 1946年5月31日
2. 自治ナムキ共和政府（ベトナム語：Chính phủ Cộng hòa Nam Kỳ tự trị / 政府共和南圻自治）：1946年6月1日 - 1947年10月7日
3. ベトナム南分共和政府（ベトナム語：Chính phủ Cộng hòa Nam Phần Việt Nam / 政府共和南份越南）：1947年10月8日 - 1948年5月27日

## 概要
第二次世界大戦のドイツによるフランス占領でヴィシー政権が成立すると、1940年9月に日本軍は北部インドシナに進駐、1941年7月にはコーチシナにも進駐し、フランス植民地政府を温存しながらベトナムを事実上その支配下に置いた（仏印進駐）。しかし、無謀なコメの供出などで餓死者が発生すると日本軍に対抗する機運が高まり、ホー・チ・ミンによりベトミンが結成され、抗日ゲリラ活動を行った。一方、日本軍も大戦末期に植民地政府がフランス共和国臨時政府寄りの態度を取り始めたことから、1945年に仏印処理を行って植民地政府を解体し、ベトナム帝国を成立させた。
1945年8月15日に日本が敗戦すると、ベトナム帝国が外部勢力の後ろ盾を失った隙をついてベトミンがベトナム八月革命を起こして権力を奪取し、9月2日にベトナム民主共和国として独立を宣言した。しかし、大戦後に日本から施政権を回復したフランス政府は植民地支配を継続するためにベトナム民主共和国の独立を拒否し、各地で独立を求めるベトミンとフランス軍の衝突が発生した。両国政府は1946年3月にアンナンとトンキンはベトナム民主共和国による自治を認め、コーチシナは住民投票で将来を決定するという仏越予備協定を締結した。しかしフランス政府はベトナム人協力者を擁立しコーチシナ協商委員会を組織し、委員会にベトナムとの統一反対を決議させた。これを受け、フランスは同年3月26日にコーチシナ共和国臨時政府を樹立させ、6月1日にフランスの保護国としてコーチシナ共和国を樹立させた。

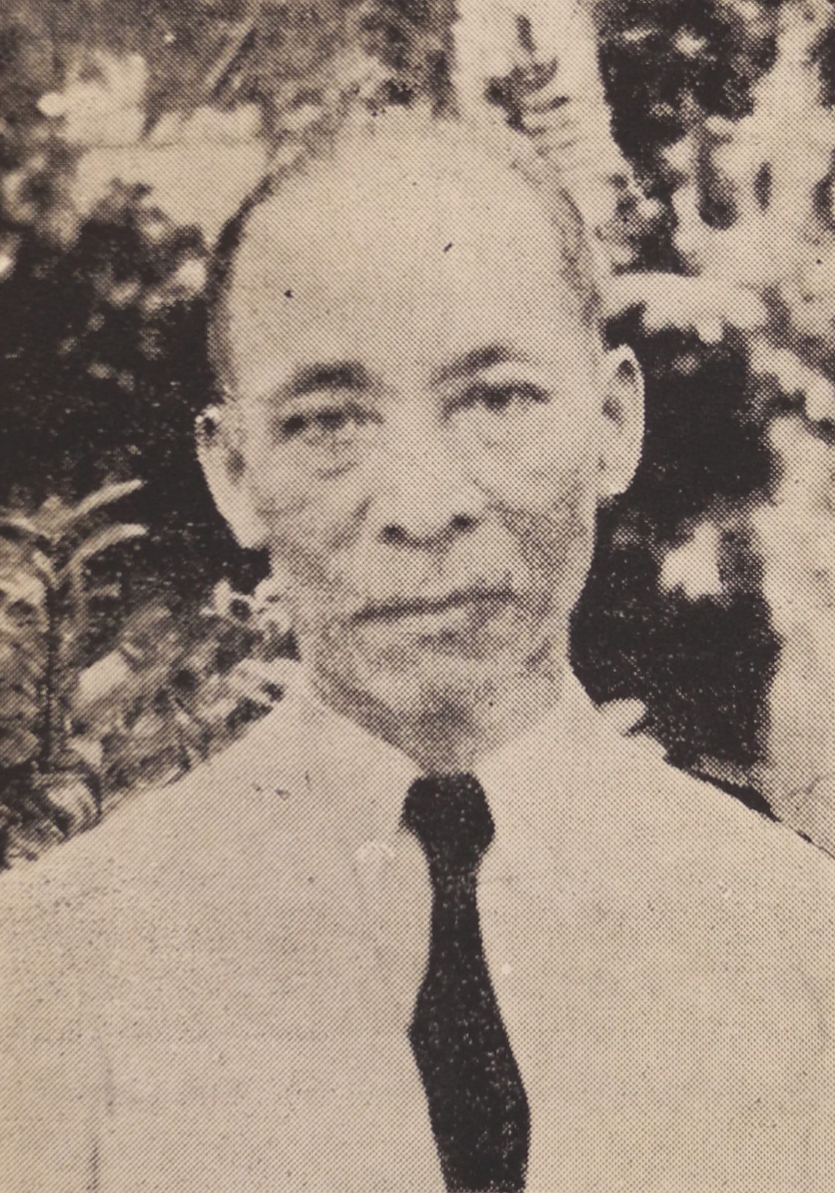
コーチシナ共和国初代大統領になったグエン・ヴァン・ティン

この行為はベトナム民主共和国より仏越予備協定違反が指摘されたが、フランスは住民投票実施までの臨時政府であると主張した。だが、ベトミンのゲリラ活動により住民投票が不可能になったとして、後にフランスがコーチシナ共和国の恒久化を目指したため、1946年末から仏越間で本格的な戦闘が行われるようになった（第一次インドシナ戦争の始まり）。フランスとしては、北部（トンキン・アンナン）の貧しい山岳地帯は放棄してでも、ベトナム経済の中心地であり、肥沃なメコンデルタを擁しゴムなどのプランテーションが盛んに行われていたコーチシナにおける権益を維持したい思惑があった。また、植民地支配に協力的なコーチシナの有力者や華僑の間でも、既得権益保護のためにベトナムとの統一を望まない意見もあった。だが、ベトナムの統一と独立を民族の大義とする意見もあってコーチシナ国内世論の統一が行われず、またコーチシナ共和国自体がフランスからほとんど権力を与えられない形だけの国家であった。そのため、民族の裏切り者として糾弾された初代大統領・グエン・ヴァン・ティンが自殺するなど、コーチシナ共和国は不安定な政治状況が続いた。
一方、ベトミンとの戦闘でトンキンやアンナンの主要都市を占領しつつも第一次インドシナ戦争が想定以上に長期化したフランスは、コーチシナのベトナム分離による権益維持からベトナム全土をフランス連合に組み込む事での権益維持へと方針を転換した。それに伴い、フランスはバオ・ダイを元首とするベトナムの新国家樹立をベトミンに敵対的なベトナムの諸勢力と協議し、1948年5月にベトナム全域を管轄する政府としてベトナム臨時中央政府が組織された。この流れを受け、コーチシナ共和国も自治を前提として新国家への合流を決定し、1949年6月14日に新国家としてベトナム国が成立すると、それに吸収され消滅した。

## 政府首班
ベトナム語版ウィキペディア（該当頁）によると、政府首班は首相（ベトナム語：Thủ tướng / 首相）である。だが、フランス語版ウィキペディアでは首相を歴任した人物（例えば初代元首のNguyễn Văn Thinh）を大統領（フランス語: Président du Gouvernement）としており、ベトナムとフランスとで認識に違いがみられる。また、日本の書籍では「大統領」と表記されている。
| 代 | 氏名                                                    | 任期                           | 備考                                                            |
| -- | ------------------------------------------------------- | ------------------------------ | --------------------------------------------------------------- |
| -  | グエン・ヴァン・ティン （ベトナム語：Nguyễn Văn Thinh） | 1946年3月26日 - 1946年5月31日  | 臨時政府の臨時首相（ベトナム語：Thủ tướng lâm thời / 首相臨時） |
| 1  | グエン・ヴァン・ティン （ベトナム語：Nguyễn Văn Thinh） | 1946年6月1日 - 1946年10月11日  | 在職中に自殺                                                    |
| 2  | レ・ヴァン・ホアック （ベトナム語：Lê Văn Hoạch）       | 1946年11月29日 - 1947年9月29日 |                                                                 |
| 3  | グエン・ヴァン・スアン （ベトナム語：Nguyễn Văn Xuân）  | 1947年10月8日 - 1948年5月27日  | ベトナム臨時中央政府首相に転任                                  |